# Lasse (Pirenei Atlantici)
Lasse è un comune francese di 284 abitanti situato nel dipartimento dei Pirenei Atlantici nella regione della Nuova Aquitania.

## Società

### Evoluzione demografica
Abitanti censiti